# فی‌فی از خوشحالی زوزه می‌کشد
فی‌فی از خوشحالی زوزه می‌کشد فیلمی در گونهٔ مستند به کارگردانی و نویسندگی میترا فراهانی محصول سال ۱۳۹۲ است.
این فیلم به داستان زندگی بهمن محصص نقاش، مجسمه‌ساز و مترجم ایرانی می‌پردازد. این فیلم در جشنواره سینمایی دورئل پاریس جایزه اسکام (جایزه انجمن نویسندگان چندرسانه‌ای) را بُرد. بازیگر این فیلم خود بهمن محصص است.
این فیلم مستند، گزارشی از آخرین روزهای زندگی بهمن محصص است. در این فیلم با بهمن محصصی آشنا می‌شویم که یک هنرمند هم‌جنسگراست و به عقاید و نظرات و شیوه زندگیش همچنان پایبند است. او در رم یک زندگی بوهیمایی در پیش گرفته و ظاهراً از زندگیش لذت می‌برد. وی در سال ۱۳۸۹ درگذشت.
فی‌فی از خوشحالی زوزه می‌کشد نام تابلوئی از بهمن محصص است که هیچگاه حاضر به فروش آن نشد. میترا فراهانی، سازنده این فیلم مدت‌ها در پی بهمن محصص بود تا دربارهٔ او فیلمی بسازد. محصص که پس از انقلاب بهمن ۵۷ از ایران خارج شده بود، در انزوا زندگی می‌کرد. میترا فراهانی بعد از سال‌ها تلاش او را در هتلی در شهر رم ملاقات می‌کند و در دو ماهی که از زندگی محصص باقی‌مانده بود با او زندگی می‌کند. ثمره این تلاش و هم‌نشینی مستندی است که «فی‌فی از خوشحالی زوزه می‌کشد» نام گرفت.
در این مستند سرگذشت محصص از زبان خودش به طور مختصر بازگو می‌شود و بیشترین کارهای نقاشی و تندیس‌سازی وی که امکان دسترسی به آنها وجود داشته نیز به نمایش گذاشته می‌شوند. فیلم با بهره‌گیری از تابلوهای محصص که هر کدام نیازمند تفسیر جداگانه‌ای هستند، از یک‌نواختی جلوگیری می‌کند. بهمن محصص در این فیلم آشکارا درباره همجنس‌گرایی خود حرف می‌زند.

## درباره فیلم
شخصیت ویژه و اخلاق و رفتار بهمن محصص در کنار هنر و سوادش، همگی باعث شده اند تا سوژه بسیار جالبی در مورد یک فیلم مستند باشد. او در سال ۲۰۱۰ میلادی در ایتالیا، در زمانی که این مستند در حال ساخته شدن بود فوت کرد. میترا فراهانی آگاهانه به سراغ ساخت این مستند رفته است چرا که میدانسته محصص در سال های پایانی زندگی خودش قرار دارد و حتی امکان دارد که حین ضبط و فیلمبرداری این مستند فوت کند که همین اتفاق نیز افتاد.
مهمترین ویژگی مستند فی فی از خوشحالی زوزه می کشد، این است که فرم و محتوا به خوبی در هم تنیده شده اند. محتوای اصلی کارهای محصص را مرگ، پوچی و شکست آدم ها تشکیل می دهد. او به خوبی از ویژگی های جوامع در عصر مدرنیته آگاه بود و به همین دلیل هم در آثارش نوعی پوچی و شکست برای انسان وجود دارد. فراهانی از همین محتوا و تم در آثارش استفاده کرده و مستند خود را نیز با همین محتوا ساخته است. در مستند او نشانه های زیادی وجود دارد از چنین مواردی، مثلا دیزالوهایی که او در بعضی نقاط فیلمش قرار داده که باعث شده ناگهان محصص را ببینیم که بر پرده رنگ می بازد و ناگهان غیب می شود یا تابلوی نقاشی معروف او که هم نام فیلم است، درحالی‌که بر روی دیوار قرار دارد، کم کم دیزالو شده و متوجه می شویم که غیب شده است.
این زوال و نابودی که او به واسطه همین تمهید سینمایی ایجاد کرده است در کنار حرف های خود محصص قرار می گیرد. محصص با طنز خاصی اشاره می کند که تمام تابلوها و مجسمه های قدیمی خودش را نابود کرده است و این هایی را هم که برایش باقی مانده، یا خواهد فروخت و یا نابودشان خواهد کرد. او به شوخی میگوید که هیچ دلیلی وجود ندارد که بخواهد این آثار را برای میراث خوارانش باقی بگذارد تا آنها از طریق فروش این آثار به نان و نوایی برسند. به همین دلیل هم است که میترا فراهانی در طول فیلم تلاش میکند که برای آثار باقی مانده بهمن محصص مشتری پیدا کند. او در نهایت دو برادر هنرمند را از دبی پیدا می کند که به خرید کارهای محصص علاقه مند هستند. سکانس مذاکره این برادر با بهمن محصص برای خرید آثار او جزو لحظات جالب فیلم است. ما در این سکانس میبینیم که هنرمند روشن فکری که مایه اصلی آثارش پوچی و غم و غربت است چگونه بر سر قیمت فروش آثارش چانه میزند و می‌خواهد که قبل از شروع به کارش، هفتاد درصد مبلغ را دریافت کند و تنها سی درصد مبلغ را بعد از تحویل اثر بگیرد و به کمتر از این هم راضی نمی شود.
فراهانی توانسته در این اثر پرتره هم از تصاویر آرشیوی برای نشان دادن بخشی از گذشته و زندگی بهمن محصص استفاده کند، هم آثار او را تا جایی که امکانش بوده در قالب فیلم به تصویر بکشد و آنها را حفظ نماید و از همه مهمتر اینکه، به این هنرمند تا جایی که امکان داشته نزدیک شود و ویژگی های شخصیتی، رفتاری و فکری او را ضبط کند. همین ویژگی های خاص محصص است که برای مخاطب مستند فی فی از خوشحالی زوزه می کشد، بیشترین جذابیت را دارد و او را به ادامه تماشای فیلم ترغیب میکند.

## درباره تابلو
عنوانی که بهمن محصص برای نقاشی فی فی از خوشحالی زوزه میکشد انتخاب کرده است در تضاد با خود نقاشی‌ است. فرم لب‌ها که نشانی از فریاد کشیدن یا خنده‌ای عصبی را در خود دارد و انتخاب اغراق‌آمیز رنگ تند و جیغ سرخ همانند رنگ خون در تمام پیکر انسان درون نقاشی که گویا یک زن است، این فرصت را به نقاش داده است تا چیزی را که مدنظرش بوده، به‌خوبی به بیننده القا کند، وحشت و اضطراب یا خشم یا تهدید. ترس و اضطراب جهانِ درونی‌ زن تبدیل به عملی بیرونی شده است. ترس و وحشت یا خشم یا نیازهای طبیعی سرکوب یا تهدید شده به صورت فریاد یا قهقهه‌ای عصبی برون‌ریز شده و در صورتش و در تمام اندامش نمود یافته و انگار که خون در تمام اعضای تن زن نشط کرده است.
دست‌های کوتاه شده و ناقص فشرده به سینه‌ها و این سرخی برهنه‌ مثل دانه‌های عقیق‌ نیازهای حبس شده در اندام زن را بازنمایی می‌کند و نیز وحشت از برملا شدن آن نیاز، ترس از رسوایی نمادین و ترس از اتهام را نشان میدهد. اندام سرخ‌گون مخدوش و ناقص با نشانی از اضطراب و ترس، یا خشم و با آن رنگ خونین انگار که نشان‌دار شده است و این‌گونه امر غایب در تمام پیکره‌ی زن به ظهور رسیده و نمادین شده است. کنار هم قرار دادن دو کلمه‌‌ خوشحالی و زوزه در عنوان اثر نیز پارادوکس تاثیرگذار و قابل تاملی را به‌وجود آورده است که در سراسر اثر موج می‌زند و به این ترتیب این امر درونی و پنهان و ممنوع را در کلیت اثر تصریح و قطعیت بخشیده است.

## جوایز
- جایزه اسکام (جایزه انجمن نویسندگان چندرسانه‌ای) جشنواره سینمایی دو رئل پاریس، ۲۰۱۳ میلادی
- جایزه بزرگ جشنواره جهانی سینمای مستقل در آرژانتین، ۲۰۱۴ میلادی
- جایزه بزرگ بخش اصلی سیزدهمین جشنواره بین‌المللی فیلم‌های مستند لا روشل فرانسه، ۲۰۱۳ میلادی